# 基寿牧
基寿牧（英語：Thomas Obadiah Chisholm，/ˈtʃɪzəm/；1866年7月29日—1960年2月29日）是一位美国圣诗词曲作家，创作了一些著名的基督教圣诗。
基寿牧于1866年7月29日出生在肯塔基州富兰克林的一座小木屋，16岁时成为一名教师。1893年，27岁的基寿牧在富兰克林，由亨利·克莱·莫里森（Henry Clay Morrison）博士带领的奋兴会期间，有过一次基督教皈依经历。他只担任了一年的卫理公会牧师，就因健康不佳而辞职.1909年，基寿牧开始在维诺纳湖（Winona Lake）和新泽西州的维南（Vineland）担任人寿保险代理人。
基寿牧一生创作了1200多首圣诗，这些诗登载在许多基督教期刊上，并在路易斯维尔担任《五旬节报》的编辑。Pentecostal Herald for a period.1923年，57岁的基寿牧写了一首广为流传的歌曲《你的信实广大》（Great Is Thy Faithfulness），交给慕迪圣经学院的威廉·鲁扬（William M. Runyan）为其谱曲。基寿牧在临终前，住进新泽西州欧申格罗夫（Ocean Grove）的卫理公会养老院，于1960年去世。

## 诗作
- 哦我要像你可爱的救主（O to be like Thee！blessed Redeemer）
- 活着为耶稣只望能单纯（Living for Jesus a life that is true）
- 《你的信实广大》（Great Is Thy Faithfulness）